# パイワン語
パイワン語（パイワンご、パイワン語：Vinuculjan、中国語：排湾語）とは、主に台湾の先住民族の一つであるパイワン族によって話される言語である。オーストロネシア語族に属し、近代まで文字は持たなかったが、近代になってローマ字で表記されるようになり、正書法が定められている。
現在も話者が多数存在するが、漢語（中国語）の浸透により継続が危惧され、維持・復興の努力が各地で行われている。
最近は、阿爆（Aljenljeng Tjaluvie）、桑梅絹（Vusanai）、戴曉君（Sauljaljui）など、パイワン語で歌を歌うメジャー歌手も次々と現れている。

## 音韻論的特徴

### 子音
パイワン語の子音は以下の21個である。ただし、借用語の語頭に限り/h/が現れる。
- 破裂音
p、b、t、d、k、g、q、' [ʔ]
- 破擦音
c /t͡s/、dj /d͡ʑ/、dr /ɖ͡ʐ/、tj /t͡ɕ/
- 摩擦音
v、s、z
- ふるえ音
r
- 側面接近音
l、lj [ʎ]
- 鼻音
m、n、ng [ŋ]

### 母音
i、u、e [ɘ~ɨ]、aの4つ。また、半母音としてy、wも持つ。半母音は語頭には立たない。
- i、uは、qと隣り合うとそれぞれ[e]、[o]に寄り、/ieq/または/qei/、/uoq/または/qou/のようになる。
- c、z、sの後に来るeは/ɨ/に発音される。

## 形態論的特徴

### 接辞
パイワン語では接辞を用いて語を派生・屈折させる。接辞が付く部分でパイワン語の接辞を分類すると、接頭辞、接中辞、接尾辞、接周辞に加え、接頭辞と接中辞がペアで機能するもの、接中辞と接尾辞がペアで機能するものがある。以下、それぞれの例を挙げる。
- 接頭辞
me-　形容詞に付き、「～になる」を表す動詞を作る。 例：qaca「大きい」→me-qaca「大きくなる」
- 接中辞
-em-　名詞に付き、名詞に関係のある行為・動作が進行していることを表す動詞を作る。 例：qudjal「雨」→q-em-udjal「雨が降っている」、senay「歌」→s-em-enay「歌っている」
- 接尾辞
-an　動詞に付き、動作が行われる時に使われるものを指す名詞を作る。
例：qiljadj「座る」→qiljadj-an「椅子」、vangavang「遊ぶ」→vangavang-an「おもちゃ」
- 接周辞
'a-……-an　名詞に付き、「本物の」の意味を付加する。
例：gung「牛」→’a-gung-an「本物の牛」
- 接頭辞と接中辞がペアで機能するもの
'isan-……-em-　動詞に付き、動作をする人を指す名詞を作る。
‘isan-……-em-　動詞に付き、動作をする人を指す名詞を作る。  例：’esa「煮る」→’isan-’-em-esa「料理人」
- 接中辞と接尾辞がペアで機能するもの
-in-……-an　動詞に付き、動作をした場所を表す名詞を作る。また、名詞に付き、言語を表す名詞を作る。
例：caqis「縫う」→c-in-aqis-an「縫った場所、縫い目」、paiwan「パイワン族」→p-in-aiwan-an「パイワン語」

### 重複
パイワン語の名詞における重複は以下のように分類できる。
- もともと重複で出来ている語における重複
  1. 全部重複
例：djidji「豚」、bibi「アヒル」
  2. 部分重複
例：bubung「泡沫」、tjattjan「井戸」
- 派生した語における重複
  1. 全部重複
例：gadegade「山頂」（←gade「山」）
  2. 部分重複
例：’ua’uang「おもちゃの槍」（←’uang「槍」）、qatjuvitjuvi「昆虫」（←qatjuvi「蛇」）、kavatjevatjes「小さい籐カゴ」（←kavatjes「籐カゴ」

## 統語論的特徴
基本語順はVSO型。ただし、パイワン語は膠着語であり、格助詞によって主語と目的語が明確に区別されるため、主語、目的語の語順には寛容である。助動詞は動詞の前に置くが、助動詞と動詞の間に主語が入る場合もあり、その場合は動詞の前に助詞aを置く。